# Buitrago del Lozoya
Buitrago del Lozoya es un municipio y localidad española del norte de la Comunidad de Madrid, situada a los pies de la sierra de Guadarrama. El municipio, que cuenta con una población de 1973 habitantes (INE 2024), recibe su nombre del río Lozoya, que circunda la localidad. Destaca por la conservación de su antiguo recinto amurallado y su casco urbano está declarado bien de interés cultural.

## Símbolos
El escudo heráldico y la bandera que representan al municipio fueron aprobados el 13 de febrero de 2002. El blasón que define al escudo es el siguiente:

De oro, una encina de sinople terrasada de lo mismo y atravesado al tronco un buey de sable. Al timbre Corona Real Española.
Boletín Oficial del Estado n.º 67 de 19 de marzo de 2002

La descripción textual de la bandera es la siguiente:

De proporciones 2/3. Cuarteada en aspa; primero y cuarto de sinople con una banda roja perfilada de amarillo. Segundo y tercero, de amarillo, cargado del tema AVE MARÍA de sable. Al centro, sobre el todo, el escudo municipal.
Boletín Oficial del Estado nº 67 de 19 de marzo de 2002

## Geografía
La comarca en la que se aloja la localidad es conocida popularmente como la Sierra Norte y se extiende por toda la zona septentrional de la Comunidad de Madrid. Se encuentra perfectamente delimitada por el sector oriental de la sierra de Guadarrama al oeste, Somosierra al norte, y el valle del Lozoya al sur. En la primera se encuentran importantes cumbres como Peñalara (2430 m) y el Monte de los Tejos (2102 m), mientras que en la segunda se alzan los picos de Cebollera Nueva (1834 m) y Peña Cebollera (2129 m), también llamado «Pico de las Tres Provincias» por ser el vértice común de Madrid, Guadalajara y Segovia, así como la divisoria de las cuencas de los ríos Lozoya, Jarama y Duratón.
Las montañas de la sierra de Guadarrama tienen un aspecto suave y ligeramente alomado, y aunque existen, son escasos los ejemplos de picos recortados formando pequeñas cresterías. En este sector oriental de la sierra, conocido como montes Carpetanos, se levantan las mayores alturas de esta alineación montañosa. Hay una segunda alineación que va desde Navacerrada hasta la rampa de Buitrago y Lozoyuela; en su primera parte, denominada Cuerda Larga, aparecen cumbres por encima de los 2000 m, mientras que en el segundo tramo aparecen sierras de menor altura como las de Canencia, Bustarviejo y La Cabrera.
Entre los montes Carpetanos y la Cuerda Larga se encaja el valle interior más importante de la sierra de Guadarrama: el valle del Lozoya. Se trata de una fosa tectónica producida por el hundimiento en el Mioceno (hace 23 millones de años) de un bloque levantado del zócalo. Esta zona quedó definitivamente configurada en el Plioceno con un aspecto similar al actual que permitió el desarrollo del cauce de este río.
El paisaje de esta zona, uno de los más espectaculares de la Comunidad de Madrid, posee unas características peculiares definidas por las grandes manchas verdes que desde la lejanía ofrecen los bosques de pinos, y que se mezclan con la escala de grises de las rocas típicas de la comarca: el granito y el gneis. A estos colores se suman los que proporcionan las aguas embalsadas del río Lozoya y el limpio cielo de la sierra de Guadarrama, que según su aspecto o el momento del año, modifica todo el espectro cromático. Finalmente, los núcleos habitados, con una arquitectura tradicional basada en el uso de la piedra, el mampuesto y la madera, proporcionan el toque humano que encaja perfectamente en este conjunto.

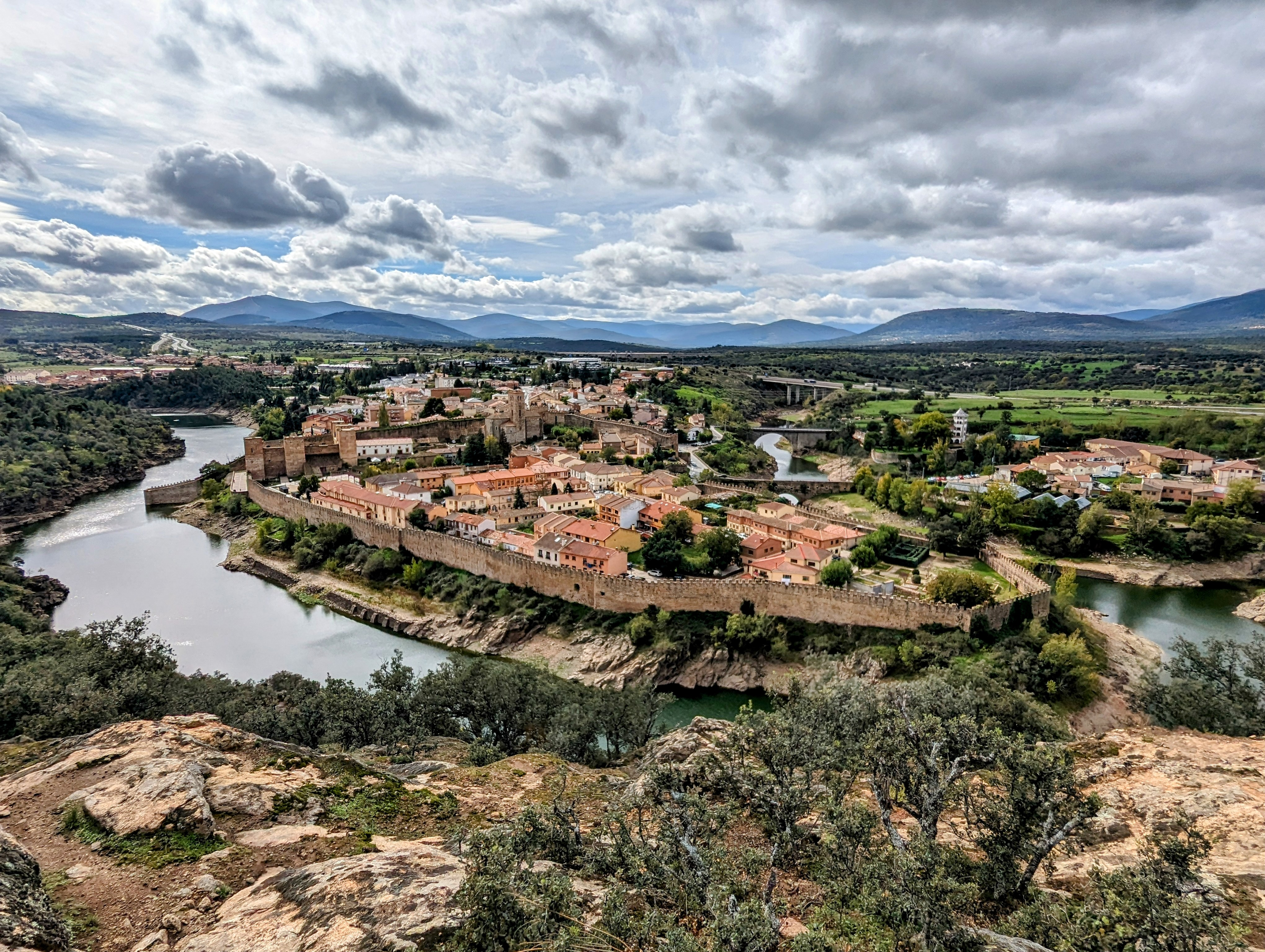
Vista panorámica de la localidad

El casco urbano de Buitrago se asienta sobre un promontorio que forma una curva en herradura sobre el río Lozoya, entre los embalses de Riosequillo y Puentes Viejas. 
Situado en mitad del valle del Lozoya, al pie de las estribaciones meridionales de la sierra de Guadarrama, su altitud es bastante homogénea, oscilando entre los 860 y los 1200 m. No se encuentran elevaciones destacadas y el territorio está formado sobre todo por zonas de monte alto mezcladas con bosque mediterráneo de roble, haya y encina. En el sector más oriental también pueden encontrarse pinares de repoblación. Además del Lozoya, embalsado casi en todo su recorrido por el término, surcan la zona los arroyos de La Tejera y Riosequillo por el sur, y el de La Árcava y Cigüeñuela por el norte.
Buitrago ocupa una posición estratégica en la Sierra Norte madrileña, controlando la vía natural que comunica ambas mesetas a través del puerto de Somosierra, único paso que permite cruzar con facilidad esta parte del Sistema Central. La vía de acceso a Somosierra discurre por el valle del río Madarquillos, el cual se une al río Lozoya cerca de Buitrago. Existe además otro puerto de menor entidad relacionado con la localidad: se trata del puerto de Linera, situado en el camino que unía a Buitrago con el municipio segoviano de Matabuena.
La toponimia, las fortificaciones de origen árabe que jalonan todo el valle del Jarama, y el hecho de que la Cañada Real Segoviana pase por Somosierra y Buitrago, parecen confirmar la existencia de un camino transitado al menos desde la Edad Media. Buitrago está dotado además de una densa red de vías pecuarias que delata la importancia histórica de estos parajes en el sistema de trashumancia que desde la Baja Edad Media rigió en gran medida la economía agraria de la Meseta Central. El eje de la misma lo constituyen las cañadas reales de Velayos y San Lázaro, que atraviesan el término de norte a sur.
Actualmente, la autovía A-1 divide el término en dos mitades. Esta situación de paso obligado en el camino hacia el norte de la península ibérica ha condicionado toda la historia de la localidad.
El río Lozoya, que da sobrenombre al municipio, lo circunda por todos sus lados menos el meridional, convirtiéndose así en un foso natural de defensa.
Localización y núcleos colindantes
| Noroeste: Gascones, Villavieja del Lozoya                                  | Norte: La Serna del Monte, Gandullas, Gascones                             | Noreste: Gandullas                                     |
| Oeste: Villavieja del Lozoya, Gargantilla del Lozoya y Pinilla de Buitrago |                                                                            | Este: Puentes Viejas, Gandullas                        |
| Suroeste: Garganta de los Montes                                           | Sur: Lozoyuela-Navas-Sieteiglesias, Puentes Viejas, Garganta de los Montes | Sureste: Puentes Viejas, Lozoyuela-Navas-Sieteiglesias |

## Clima
De acuerdo a la clasificación climática de Köppen, Buitrago del Lozoya tiene un clima de tipo Csb (templado con verano seco y templado).
| Parámetros climáticos promedio de Buitrago del Lozoya (embalse de Riosequillo) en el periodo 1961-2003 | Parámetros climáticos promedio de Buitrago del Lozoya (embalse de Riosequillo) en el periodo 1961-2003 | Parámetros climáticos promedio de Buitrago del Lozoya (embalse de Riosequillo) en el periodo 1961-2003 | Parámetros climáticos promedio de Buitrago del Lozoya (embalse de Riosequillo) en el periodo 1961-2003 | Parámetros climáticos promedio de Buitrago del Lozoya (embalse de Riosequillo) en el periodo 1961-2003 | Parámetros climáticos promedio de Buitrago del Lozoya (embalse de Riosequillo) en el periodo 1961-2003 | Parámetros climáticos promedio de Buitrago del Lozoya (embalse de Riosequillo) en el periodo 1961-2003 | Parámetros climáticos promedio de Buitrago del Lozoya (embalse de Riosequillo) en el periodo 1961-2003 | Parámetros climáticos promedio de Buitrago del Lozoya (embalse de Riosequillo) en el periodo 1961-2003 | Parámetros climáticos promedio de Buitrago del Lozoya (embalse de Riosequillo) en el periodo 1961-2003 | Parámetros climáticos promedio de Buitrago del Lozoya (embalse de Riosequillo) en el periodo 1961-2003 | Parámetros climáticos promedio de Buitrago del Lozoya (embalse de Riosequillo) en el periodo 1961-2003 | Parámetros climáticos promedio de Buitrago del Lozoya (embalse de Riosequillo) en el periodo 1961-2003 | Parámetros climáticos promedio de Buitrago del Lozoya (embalse de Riosequillo) en el periodo 1961-2003 |
| Mes | Ene.                                                                                                   | Feb.                                                                                                   | Mar.                                                                                                   | Abr.                                                                                                   | May.                                                                                                   | Jun.                                                                                                   | Jul.                                                                                                   | Ago.                                                                                                   | Sep.                                                                                                   | Oct.                                                                                                   | Nov.                                                                                                   | Dic.                                                                                                   | Anual                                                                                                  |
| --- | --- | --- | --- | --- | --- | --- | --- | --- | --- | --- | --- | --- | --- |
| Temp. media (°C) | 4.0 | 4.9 | 7.0 | 8.8 | 12.8                                                                                                   | 17.1                                                                                                   | 20.7                                                                                                   | 20.4                                                                                                   | 16.9                                                                                                   | 11.8                                                                                                   | 7.1 | 4.6 | 11.3                                                                                                   |
| Precipitación total (mm) | 67.8                                                                                                   | 59.4                                                                                                   | 43.7                                                                                                   | 56.9                                                                                                   | 65.1                                                                                                   | 41.5                                                                                                   | 19.2                                                                                                   | 18.1                                                                                                   | 40.1                                                                                                   | 58.2                                                                                                   | 90.7                                                                                                   | 76.1                                                                                                   | 636.8                                                                                                  |
| Fuente: Ministerio de Agricultura, Alimentación y Medio Ambiente. Datos de precipitación para el periodo 1961-2003 y de temperatura para el periodo 1961-2003 en Buitrago del Lozoya (embalse de Riosequillo) 10 de noviembre de 2012 | | | | | | | | | | | | | |

## Historia

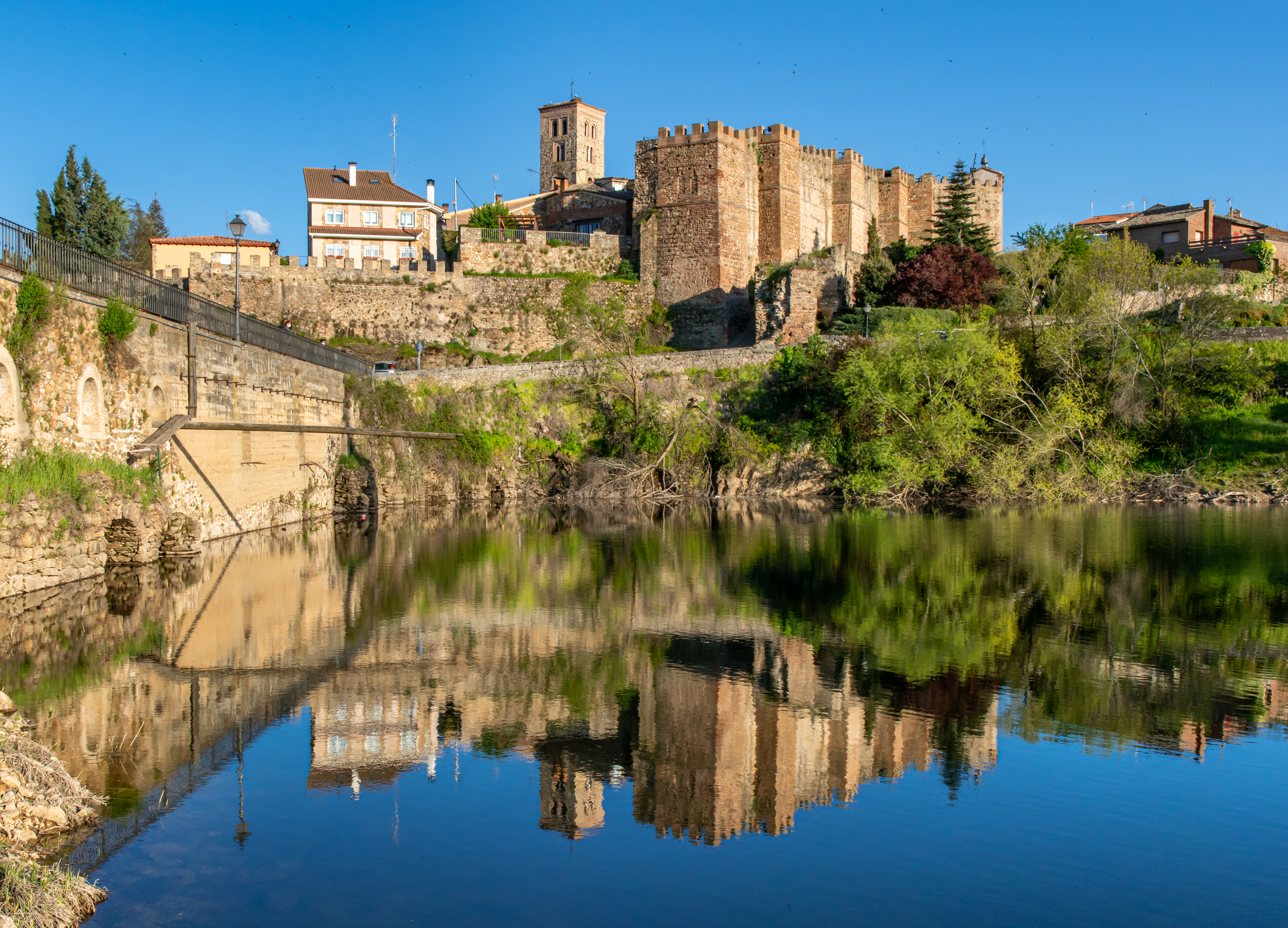
Recinto amurallado y Puente del Arrabal sobre el río Lozoya.

Las referencias históricas más antiguas respecto a Buitrago datan del siglo I a. C. (sería la Licabrum conquistada por Cayo Flaminio, según Tito Livio, aunque la mayoría de historiadores la relacionan con Cabra), pero no hay ningún vestigio material que lo avale, ya que no se han realizado prospecciones arqueológicas. Tampoco hay vestigios medievales anteriores a la Reconquista y por lo tanto de la presencia musulmana anterior al siglo XI.

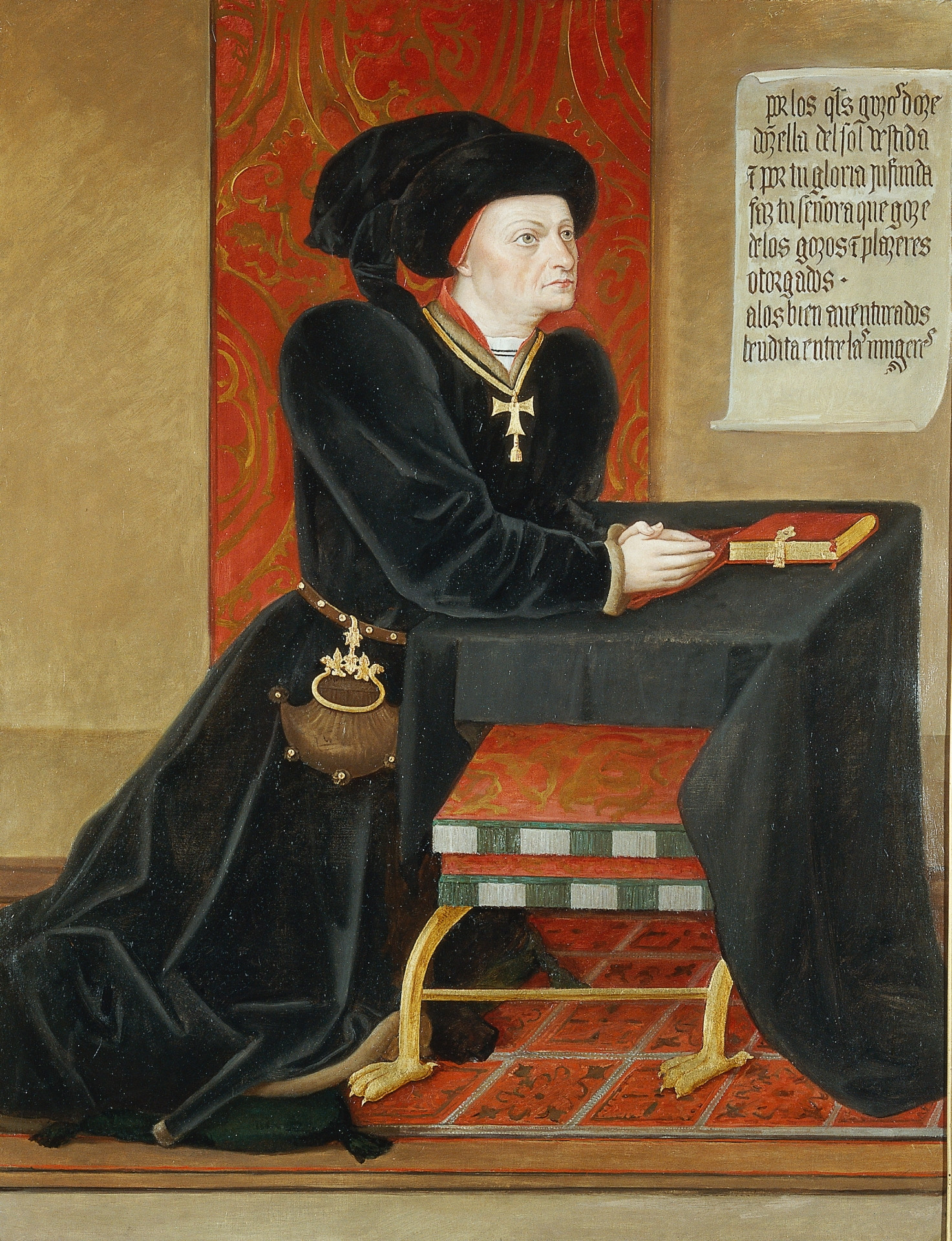
Íñigo López de Mendoza, marqués de Santillana.

Buitrago aparece de lleno en la historia de la Reconquista en tiempos de Alfonso VI, hacia el 1083 o 1085. Su valor estratégico es la razón de su rápido crecimiento por medio de un privilegio otorgado por el mismo rey que facultaba a la villa para repoblar los núcleos existentes en su jurisdicción y crear otros nuevos. De ese modo, en 1096, el rey Alfonso VI concede a Buitrago las armas de su escudo consistentes en un toro, una encina y la leyenda Ad alenda pecora («para el sustento del ganado»), que en definitiva hace referencia al medio de vida que se iba a adoptar. El amplio territorio delimitado por el monarca es el origen de lo que se conoce como el Señorío de Buitrago, una comarca que formaba una sola unidad jurisdiccional y cuya cabeza era la Villa de Buitrago. 
Durante cinco siglos, esta unidad jurisdiccional tuvo una doble naturaleza. Desde 1368 fue un señorío otorgado por Enrique II a Pedro González de Mendoza, familia a la que sigue vinculado hasta la desaparición del Régimen Señorial en el siglo XIX. Ya en el siglo XVI, la familia Mendoza recibió el título de duque del Infantado. Por aquel entonces, Buitrago y los pueblos de su entorno formaban una comunidad de villa y tierra, institución que los agrupaba tanto para satisfacer sus obligaciones de vasallaje como para defender sus intereses frente a terceros. Suponía el gobierno mediante ordenanzas generales que regulaban la mayor parte de la vida económica y social de la Comarca, así como el asentamiento de nuevos vecinos.
La morfología urbana de Buitrago guarda estrecha relación con su circunstancia histórica. El núcleo más antiguo es «la Villa», es decir, la parte más alta dentro del recinto amurallado (que podría remontarse a la época árabe). La rápida saturación de este recinto dio lugar a la aparición de dos arrabales: uno al sur llamado San Juan y otro al norte, en la otra orilla del Lozoya, conocido como Andarrío.

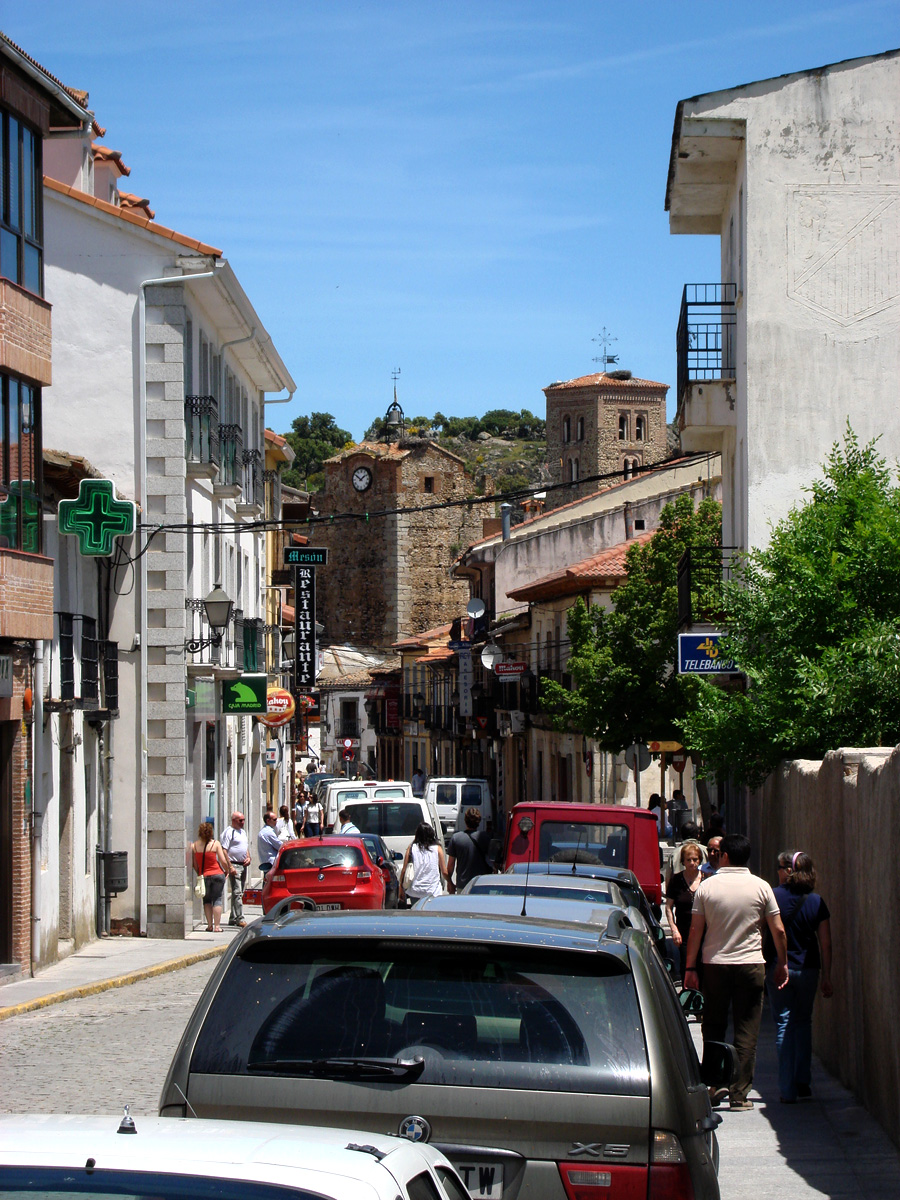
Calle Real de Buitrago del Lozoya.

Esta estructura urbana que Buitrago mantiene hasta hoy estuvo plenamente consolidada en la Baja Edad Media. Las parroquias actuaron como hitos de referencia y elementos generadores de la trama urbana. En la villa, la iglesia de Santa María del Castillo, única que se mantiene de las cuatro que todavía existían en el pueblo en el siglo XVI, era el elemento central. Intramuros también había que destacar la iglesia de San Miguel y el hospital de San Salvador, fundado por el marqués de Santillana en el siglo XV. En el barrio de San Juan, la iglesia del mismo nombre se levantaba en la actual plaza del ayuntamiento, dando origen a la calle Real. En el Andarrío se erigía la iglesia de San Antolín en lo que hoy sería el borde de la antigua carretera nacional. 
Si bien son muy pocos los documentos anteriores al siglo XV de los que se dispone, se sabe que en Buitrago se constituyó una importante aljama o judería antes de la expulsión de 1492. El primer documento que menciona la aljama de Buitrago es el Padrón de Huete de 1290, donde figura entre las dieciséis poblaciones contribuyentes del arzobispado de Toledo. Esta judería contaba, conforme al inventario de bienes posterior a la expulsión, con dos sinagogas para el culto, una dentro del recinto amurallado y otra en sus arrabales, cuya ubicación exacta se desconoce en la actualidad. En el inventario de los bienes que dejaron los judíos de Buitrago figura también un hospital localizado en el arrabal, un cementerio, 86 casas (55 dentro de las murallas y 31 en el arrabal), un horno y una tenería. Son muy destacables las propiedades pertenecientes a Moshé de Cuéllar, valoradas en ocho casas intramuros y seis exteriores a las murallas, además de plantaciones y otros bienes. Aunque no se dispone de cifras exactas de población, la importancia de la comunidad judía bajo la protección de los Mendoza llegó a ser significativa, lo que resulta común con otros lugares de señorío de la Corona de Castilla, como Hita (Guadalajara), Cuéllar (Segovia) o Plasencia (Cáceres). Así, en el Repartimiento del año 1472, elaborado por el rabí Jacob Aben Núñez, la aljama de Buitrago tiene asignada una contribución de 3.300 maravedís, cantidad que superaba ampliamente las aportaciones de la mayor parte de las aljamas y juderías que existían en su entorno, como las de Torrelaguna (1.000 maravedís), Uceda (800), Talamanca (700) y Cobeña (500). Considerando que, según Amador de los Ríos, este repartimiento era equivalente al pago anual de 45 maravedíes por cada cabeza de familia, y considerado prudente multiplicar por cinco el número de cabezas de familia para estimar la población total, se obtendría una cifra de 367 judíos, coherente con el número de viviendas del inventario de bienes posterior a la expulsión.  
Los siglos XV y XVI, época en la que el poder de los Mendoza se asentó definitivamente, constituyeron los de mayor esplendor de Buitrago en todo lo referido a construcción de edificios y desarrollo urbano. Íñigo López de Mendoza, marqués de Santillana, fundó la iglesia de Santa María del Castillo y el hospital de San Salvador (desaparecido), compró una dehesa llamada El Bosque como finca de caza mayor, y construyó en ella un conjunto residencial conocido como la Casa del Bosque, compuesto por una capilla y un palacio de recreo de claro estilo renacentista italiano, muy influenciado en su diseño por la Villa Rotonda de Palladio. En esa época también se dio por completado el proceso de repoblación de la zona y las Ordenanzas Generales cambiaron de orientación, tratando de protegerse del establecimiento de nuevos vecinos con regulaciones restrictivas. El factor estratégico perdió importancia y empezó a ser dominante el económico, siendo la salvaguarda de bosques y montes una de las mayores preocupaciones de los vecinos.

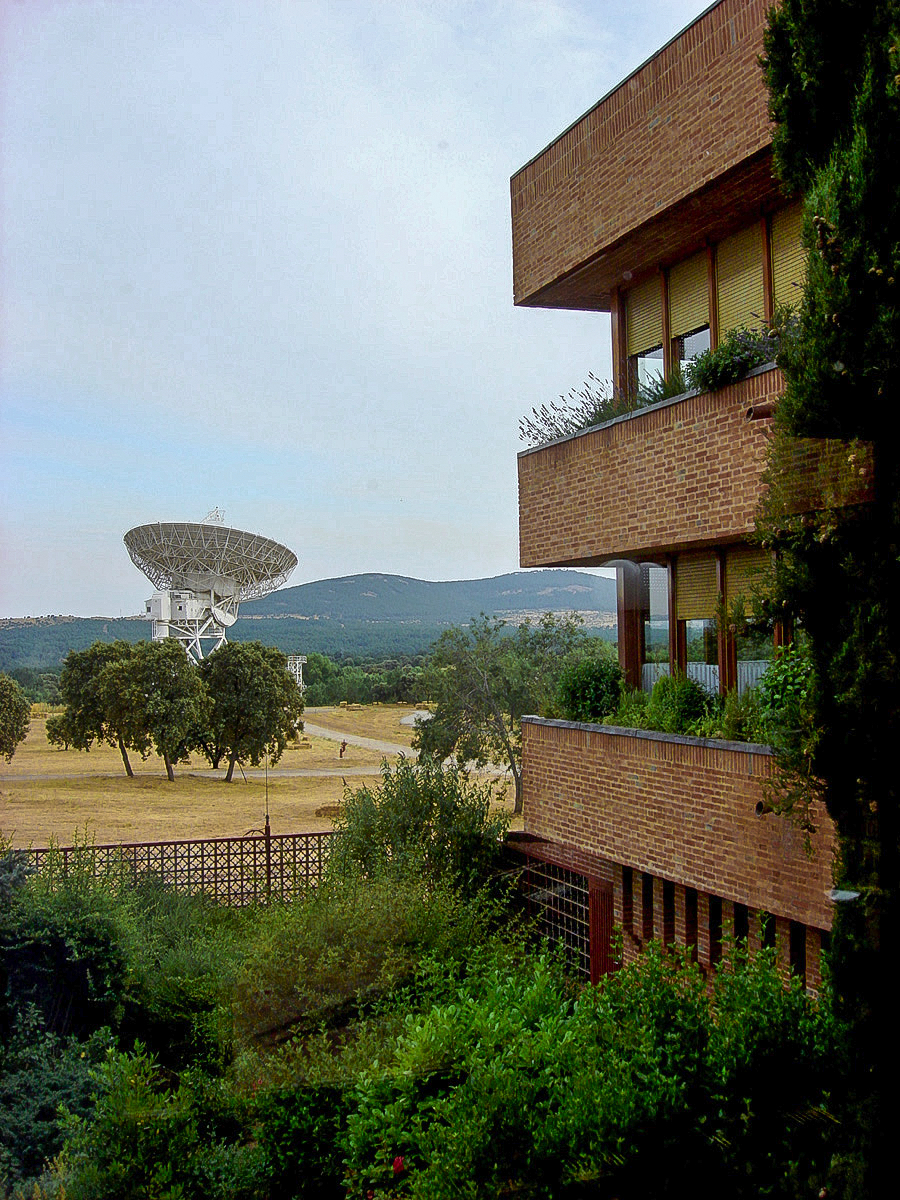
Estación de Seguimiento de Satélites de Telefónica, de Julio Cano Lasso.

Después del siglo XVI se registraron pocos cambios significativos desde el punto de vista urbano y arquitectónico. Durante los siglos XVII y XVIII no se levantaron edificios singulares ni se modificó la trama urbana, siendo dos centurias caracterizadas por el estancamiento demográfico a la baja. En 1787 Buitrago contaba con 620 habitantes, lo que suponía un grado importante de despoblación respecto a siglos anteriores.
Con la llegada del siglo XIX, la vieja importancia defensiva de Buitrago volvió a un primer plano con la invasión por parte de las tropas de Napoleón. El ejército francés rompió el cerco de resistencia puesto en el puerto de Somosierra el 30 de noviembre de 1808 y ocupó a continuación los pueblos de la comarca, Buitrago entre ellos. Todo el recinto amurallado fue pasto de las llamas por lo que parte de la población se desplazó hacia el arrabal de San Juan, que tomó ciertas características de ensanche decimonónico, renovándose su edificación. Décadas después se modificó la estructura jurídica y económica de la zona con la desaparición del Señorío de Buitrago, de la Mesta, las Desamortizaciones eclesiástica y civil y la nueva división provincial de España.
Hasta la reforma de la nomenclatura municipal de 1916 el municipio se llamaba simplemente Buitrago. En dicha fecha su nombre fue modificado por el de Buitrago del Lozoya.
La primera mitad del siglo XX se caracterizó por el progresivo deterioro de sus edificios singulares que culminó con la destrucción del hospital de San Salvador durante la guerra civil y de los últimos restos de la iglesia de San Juan. También fue dañada gravemente la iglesia de Santa María del Castillo, pero a pesar de todo ello, la localidad no fue acogida al programa de Regiones Devastadas. 
En la segunda mitad del siglo XX, las obras de mayor envergadura fueron la construcción de los embalses que inundan su término (Puentes Viejas y Riosequillo), así como la estación de seguimiento de satélites de Telefónica, del arquitecto Julio Cano Lasso. El desdoblamiento de la antigua carretera Nacional 1 (Madrid-Irún), convirtiéndola en la autovía A-1 en la década de 1990, significó un cambio importante por la mejora de las comunicaciones y la salida del tráfico del casco urbano.
Su recinto amurallado fue declarado Monumento Nacional en 1931. El casco histórico de la localidad fue declarada bien de interés cultural en 1993, en la categoría de conjunto histórico-artístico.

## Demografía
Cuenta con una población de 1973 habitantes (INE 2024).
| Gráfica de evolución demográfica de Buitrago del Lozoya entre 1842 y 2021 |
| |
| Población de derecho según los censos de población del INE Población de hecho según los censos de población del INEEn estos censos se denominaba Buitrago: 1842, 1857, 1860, 1877, 1887, 1897, 1900 y 1910 |

## Economía
Tradicionalmente y sin olvidar sus orígenes pastoriles y agrarios, la localidad se ha dedicado a la ganadería y la agricultura, si bien en tiempos más recientes ha crecido más rápidamente el sector servicios (hostelería particularmente). Sin embargo, la actividad que sin duda ha adquirido mayor importancia en los últimos años es el turismo, existiendo numerosas iniciativas tanto públicas como privadas para fomentar este mercado.

## Patrimonio

### Recinto amurallado
Su recinto defensivo es de origen musulmán. Construido en el siglo XI, fue restaurado casi continuadamente hasta 400 años después. La muralla está constituida por dos elementos principales en un recorrido de más de 800 metros: el adarve bajo y el adarve alto:
- Adarve bajo: se trata del tramo de muralla que transcurre paralelo al río Lozoya. Debido a las posibilidades defensivas que este aporta, la muralla no excede de los 6 metros de altura y 2 metros de grosor. Tampoco se construyeron torres ni cubos, pues habrían sido innecesarios. Solo cuenta con una serie de contrafuertes en su flanco este, y merlatura en todo su perímetro.
- Adarve alto: abarca los flancos sur y suroeste de la muralla. En esta parte la altura es más heterogénea, no bajando de 9 metros y alcanzando los 16 metros en la parte correspondiente a la Torre Albarrana. En estos flancos el espesor es de 3,5 metros y, por ser la zona más vulnerable del recinto, sí se introdujeron numerosos elementos defensivos: cuenta con torreones macizos, barbacana, foso, coracha, una torre albarrana y un alcázar. Los torreones macizos se conservan casi en su totalidad presentando la misma altura que los lienzos. La barbacana se conserva un tramo en el lado suroeste con alguna de sus torres sin sobrepasar los 4 metros de altura y los 2 metros de grosor. Del foso, aunque se conservan algunos tramos, el paso de los siglos ha provocado que solo sean visibles desde los sótanos de las viviendas contiguas a él. La coracha se trata de un apéndice de muralla que se introduce en el río y cuya función era cubrir el acceso al agua en caso de sitio; se trata de uno de los ejemplos más importantes y mejor conservados de toda Europa. La torre albarrana, también conocida como Torre del Reloj, consiste en un gran bastión que protege la entrada principal del recinto. De planta pentagonal, contiene un acceso en recodo con un arco doble de herradura hacia el interior y uno ojival hacia el exterior.

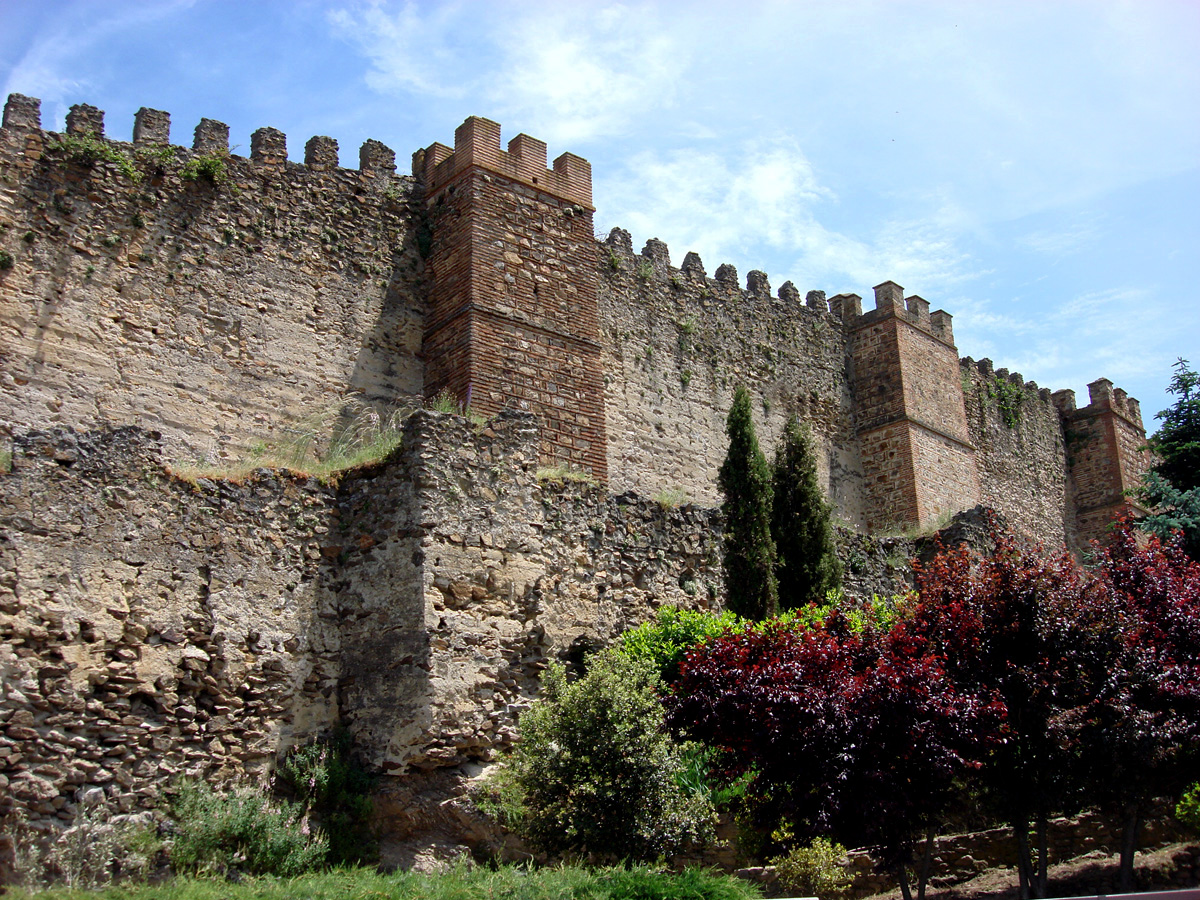
Lienzo suroeste con los torreones macizos y la barbacana.
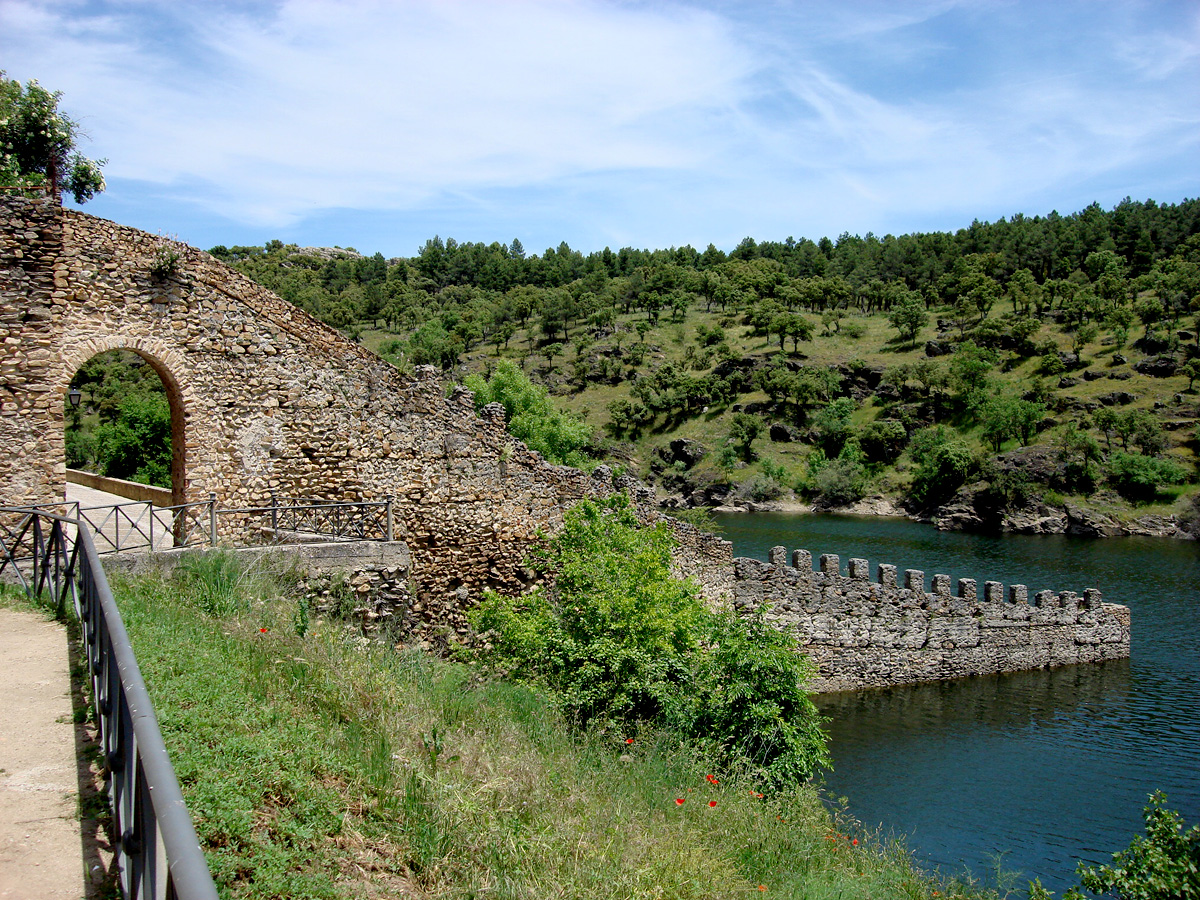
Coracha de Buitrago levantada sobre el lecho del río Lozoya.
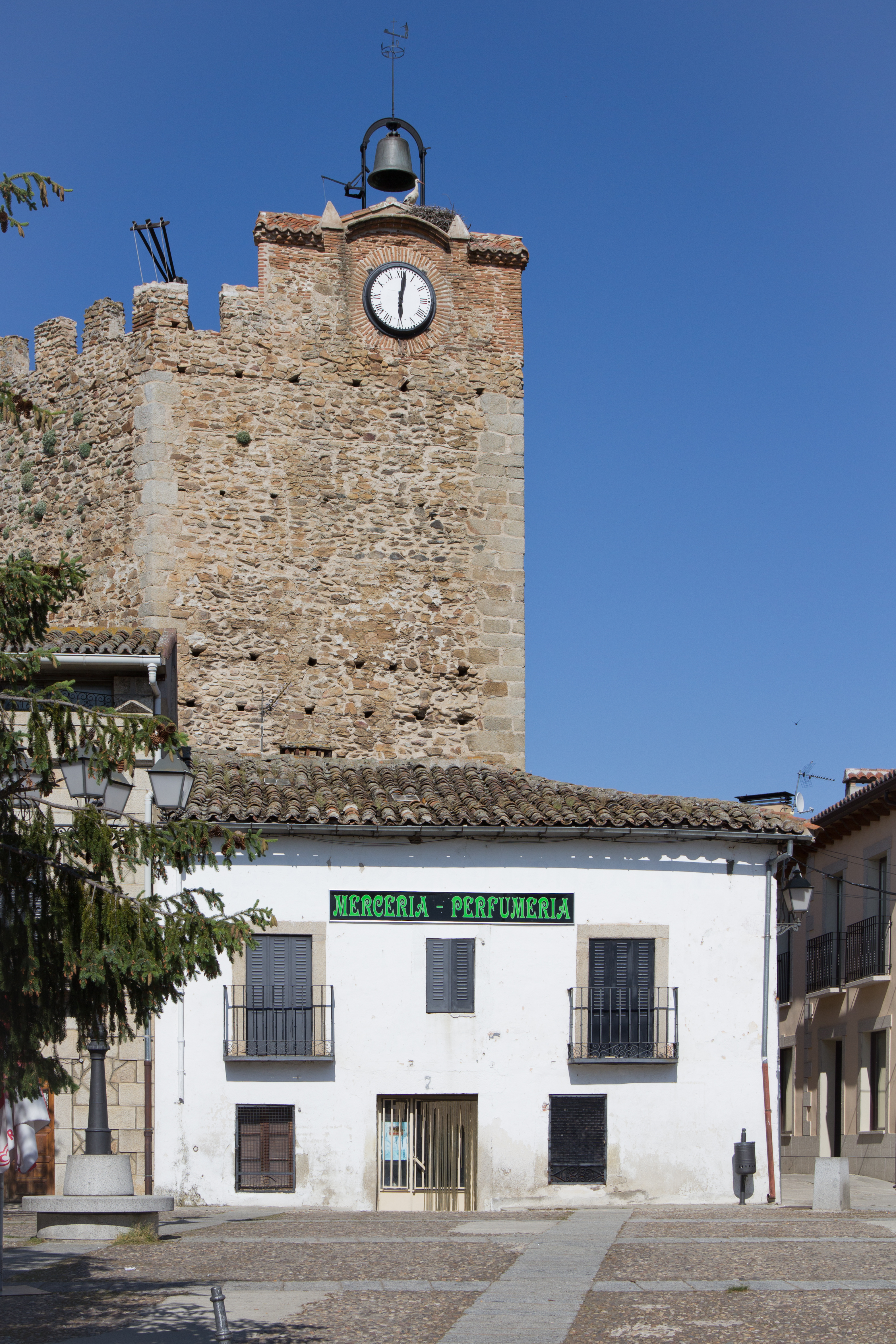
Torre Albarrana o del Reloj.

### El Alcázar

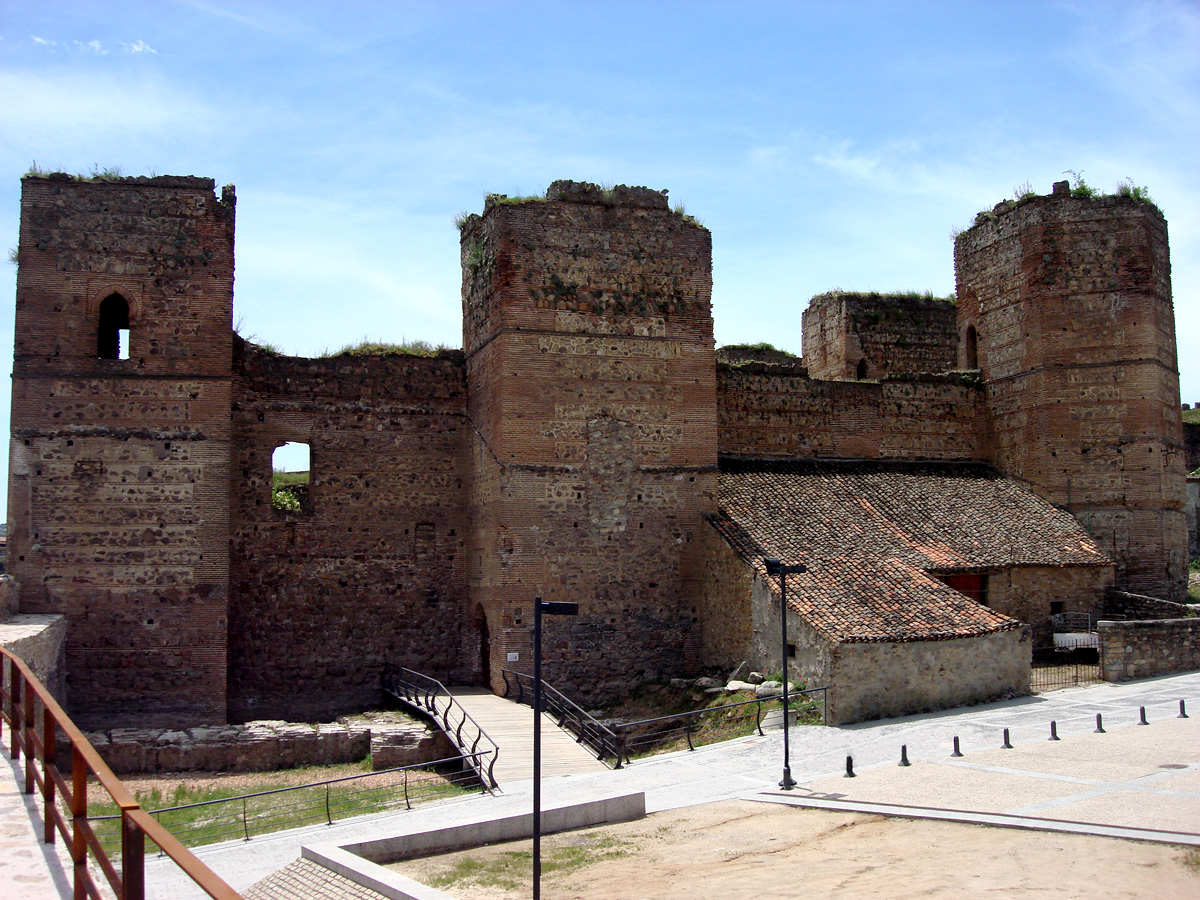
Castillo de Buitrago del Lozoya.

El castillo de Buitrago del Lozoya es un conjunto arquitectónico gótico-mudéjar del siglo XV con planta rectangular, siete torres y un patio de armas central. Este recinto está enmarcado dentro de la muralla en su esquina sureste y cuenta con un foso que lo protegía de las invasiones. Las torres son todas diferentes entre sí, habiendo incluso una de planta pentagonal. El acceso se realiza por una puerta en forma de recodo que se sitúa bajo una de las torres.
Su influencia árabe es evidente. Los materiales que se utilizaron para su construcción fueron el ladrillo, la cal y la piedra. Las torres presentan ladrillos colocados en bandas horizontales unidos por cal y enmarcados por bloques de piedra maciza. En los muros se utilizó el sillarejo, que es piedra labrada toscamente unida también con cal.
Dentro del mismo castillo, son interesantes y dignos de mención los sistemas de cubrición mediante bóvedas constituidas por arcos de medio punto y por aproximación de hiladas, lo que le daba el toque decorativo al conjunto defensivo. El recinto además sirvió de palacio, por lo que también se adornó con yeserías y techumbres de gran calidad. Entre los personajes históricos que han residido entre sus muros cabe mencionar a Juana la Beltraneja, famosa por la guerra civil que mantuvo contra su tía Isabel la Católica.

### Casa del Bosque

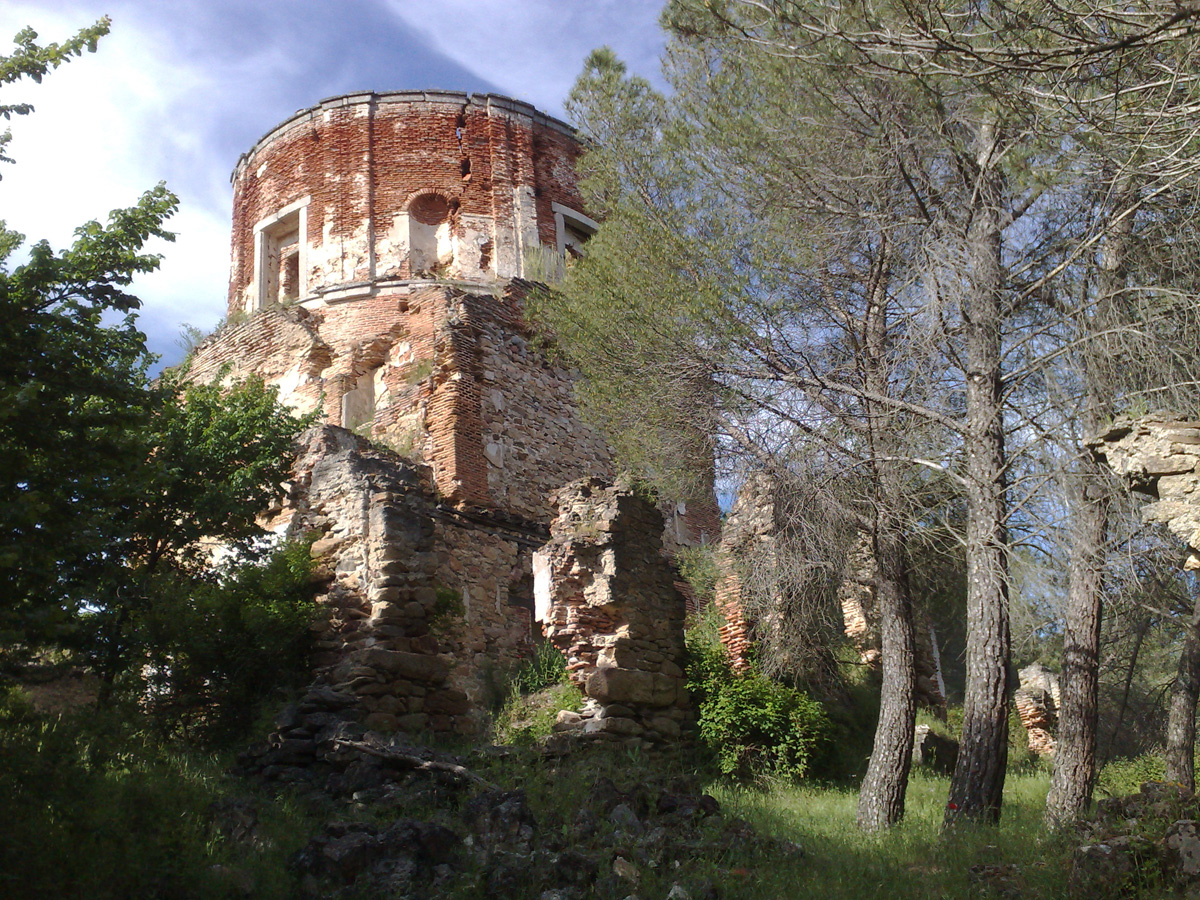
Aspecto actual de la Casa del Bosque.

Se trata de una interesante casa de campo para recreo de los duques del Infantado. Fue construida a principios del siglo XVII basada en los modelos para las villas italianas de Palladio, y en cierta forma está relacionada con la Villa Rotonda. Sin embargo, el interés que ofrece su arquitectura se halla actualmente en estado ruinoso. Se encuentra a unos dos kilómetros de Buitrago, dentro de la finca de «El Bosque».

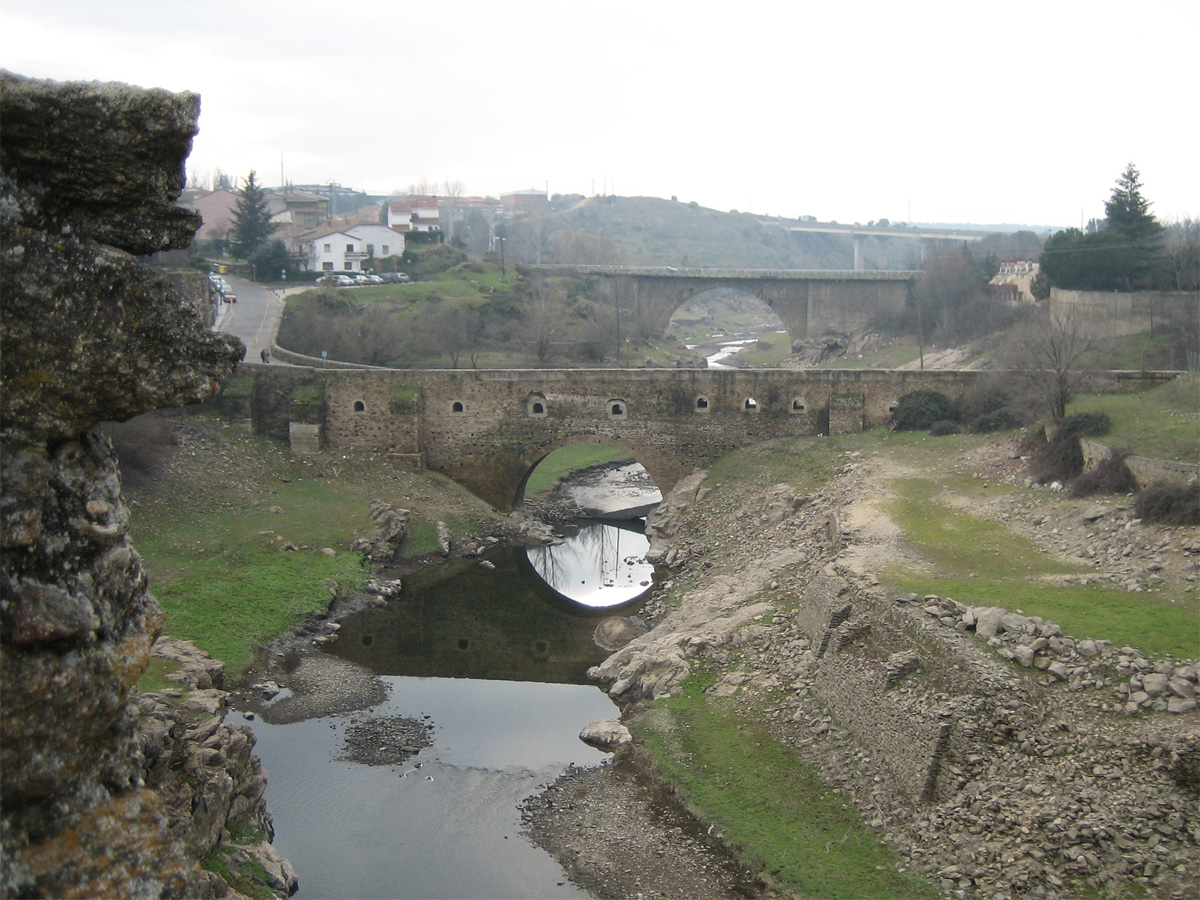
Puente del Arrabal y Puente Nuevo

### Puente del Arrabal
Más conocido como Puente Viejo, cruza el río Lozoya y comunica el recinto amurallado con el antiguo arrabal del Andarrío. A pesar de encontrarse ciertamente deteriorado, aún conserva en perfecto estado su vano central de medio punto y algunos arcos de lo que fue un acueducto que conducía el agua hasta los arrabales.

### Iglesia de Santa María del Castillo

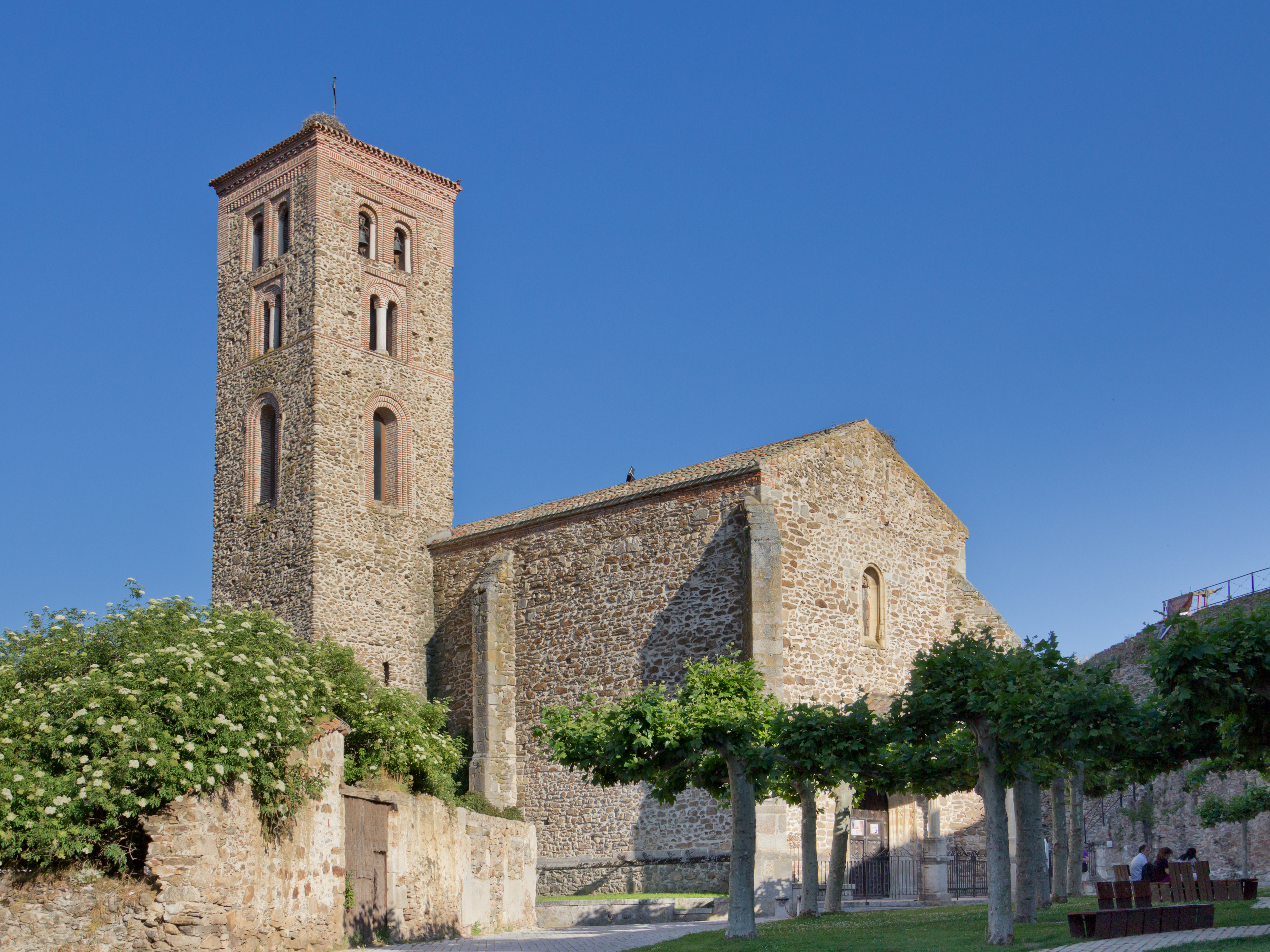
Iglesia de Santa María del Castillo.

Fue concluida en el año 1321 y consta de una sola nave, de planta y alzados góticos. La entrada principal es de estilo gótico flamígero (siglos XV al XVII). La torre, de gran altura y esbeltez, es un bello ejemplar del estilo mudéjar. Del edificio original se mantienen los muros exteriores, la portada y la torre mudéjar, ya que fue incendiado el 14 de marzo de 1936 en el marco de la violencia anticlerical que precedió la Guerra Civil, hundiéndose en ese momento sus nervadas bóvedas de crucería. Actualmente, la nave de la iglesia está restaurada en estilo neomudéjar, y sobre el altar mayor se ha colocado el artesonado original del hospital de San Salvador.

### Museo Picasso
Buitrago posee también un interesante Museo Picasso con las obras que reunió y donó al pueblo el que fuera peluquero e íntimo amigo de Picasso, Eugenio Arias Herranz, hijo natural de la localidad. El museo se inauguró el 5 de marzo de 1985 y lo conforma una colección de 60 obras del genial artista, casi todas con una dedicatoria especial para su amigo Arias. Entre las obras se pueden encontrar cerámicas, grabados, bocetos y un pirograbado, cuya temática también es variada, aunque abunda la relacionada con el mundo taurino debido a la afición que tanto unió a ambos durante su exilio en Francia. Actualmente, la entrada es gratuita.

## Turismo

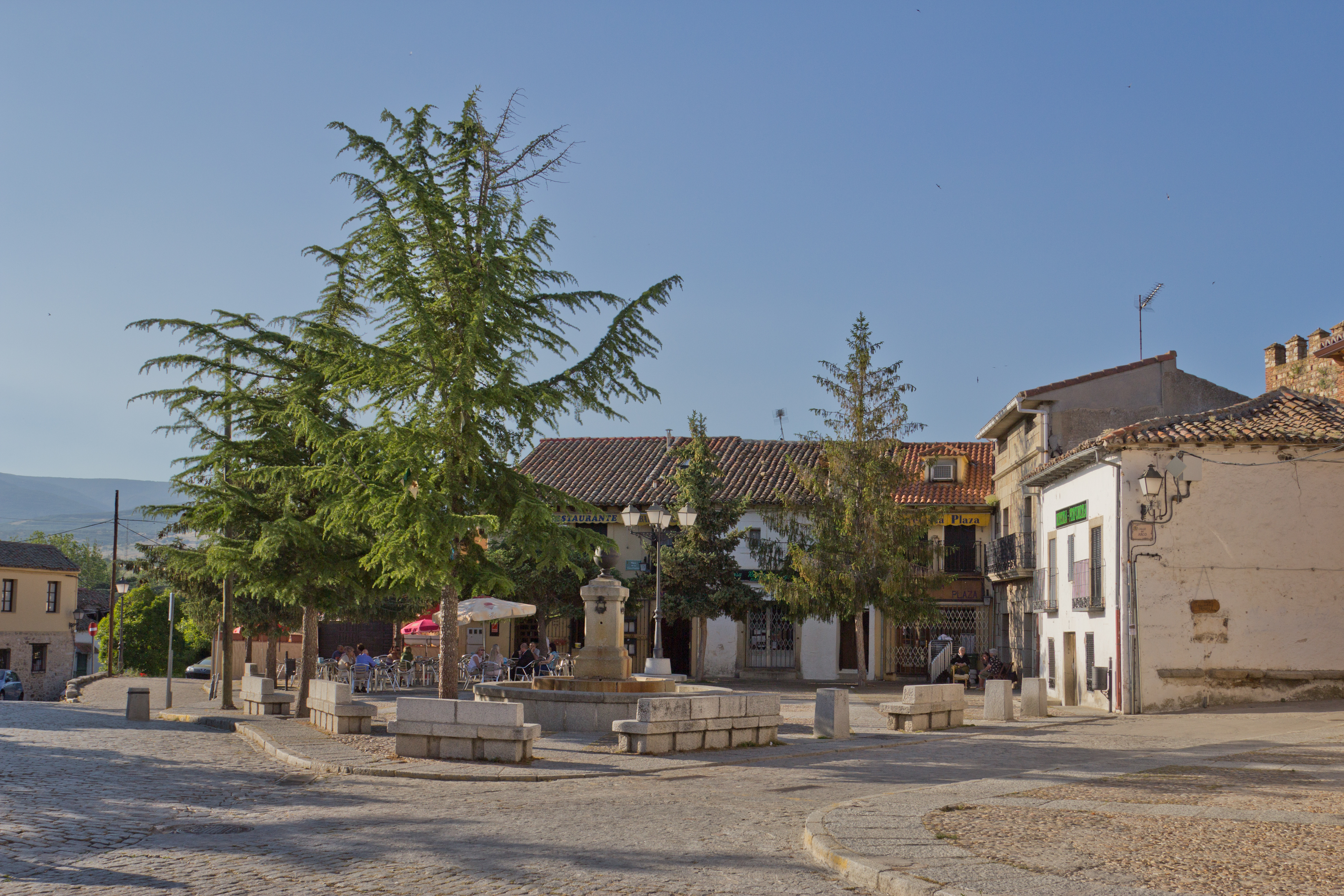
Plaza de la Constitución.

Buitrago cuenta con un nutrido calendario de eventos festivos, artísticos y culturales entre los que destacan el Belén Viviente y la Feria Medieval, que se celebran una vez al año.

### Belén Viviente
En el año 1988, un grupo de vecinos, con la ayuda del entonces Ayuntamiento de Buitrago del Lozoya y la Delegada de Cultura de la Comunidad de Madrid, decidió poner en marcha un Belén Viviente siguiendo una idea que ya se había llevado a cabo en la villa de Báscara (provincia de Gerona), y tomando como modelo las pastorelas que se representan en localidades próximas como la de Braojos de la Sierra. Cuatro mil personas contemplaron las once escenas representadas por ochenta actores con las que contaba el Belén en aquella primera edición.

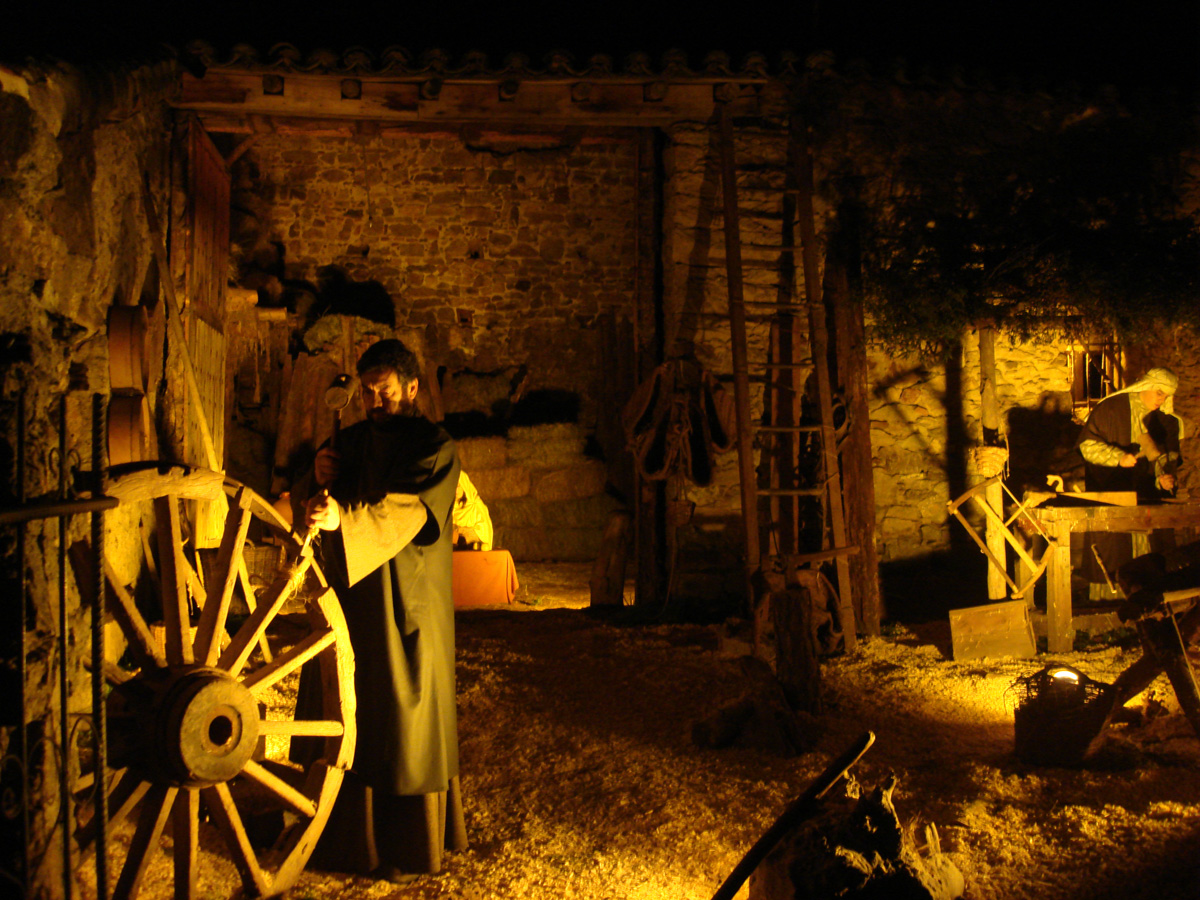
Escena de "la carpintería" en el Belén Viviente de Buitrago.

Dado el éxito de la iniciativa, en 1991 se creó la Asociación Cultural Belén viviente de Buitrago del Lozoya. Gracias a ello, se compró atrezzo nuevo que pasó a ser propiedad del Belén. Los actores pasaron ya a ser más de cien y las escenas dieciséis. Ese año se modificó el recorrido y la cifra de visitantes superó las 10 000 personas gracias a que los medios de comunicación comenzaron a hacerse eco del Belén Viviente.
En 1992 el Belén adquirió el protagonismo dentro de la Navidad de Buitrago: se situaron escenas en lugares nuevos, procurando resaltar el recinto histórico-artístico del pueblo, y el número de actores creció hasta 180, mientras que las escenas lo hicieron hasta veintiuna. Fue a partir de ese año cuando se creó un servicio de orden del Belén y un cuerpo técnico al servicio de la representación.
Actualmente, el Belén viviente de Buitrago del Lozoya es uno de los más importantes de España. Cuenta con 39 escenas repartidas a lo largo de un recorrido de 1300 metros en las que participan más de 200 actores, 15 técnicos y 35 agentes del orden. Su importancia como evento cultural está avalada por sus más de 25.000 visitantes anuales, además de por diferentes reconocimientos nacionales e internacionales, como el "Premio Internacional Mundo Teatre" en el año 2000, o la declaración de "Fiesta de Interés Turístico" en el 2001.

### Feria Medieval

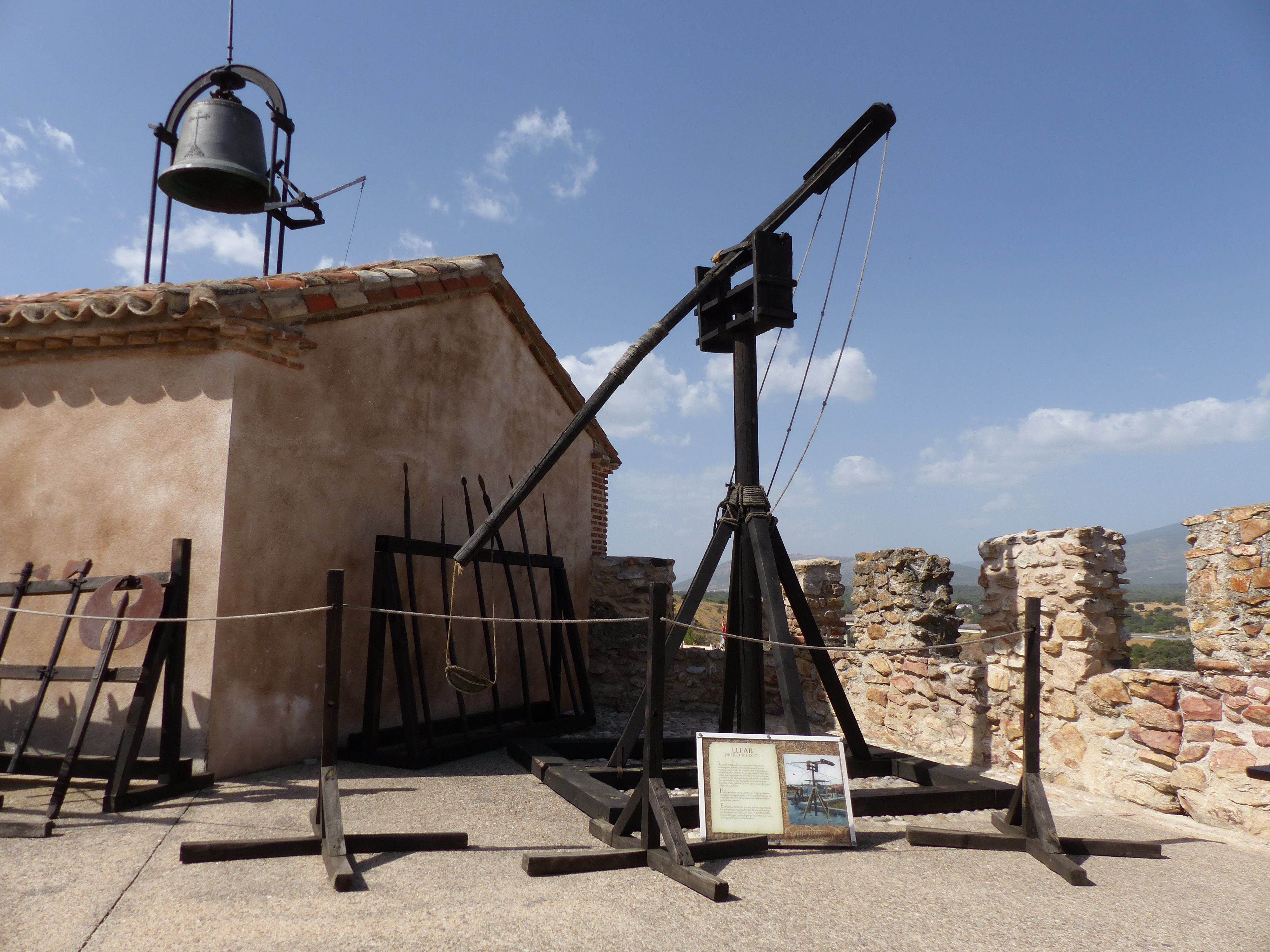
Máquina de asedio

Desde el año 2001 se celebra en Buitrago durante todo el primer fin de semana de septiembre la Feria Medieval. De gran acogida desde su primera edición (más de 30.000 visitantes al año), se ha constituido como uno de los eventos de tipo medieval más importantes de la Comunidad de Madrid.
Durante los tres días que dura, Buitrago vuelve al pasado para recordar la Edad Media. La feria se desarrolla en el interior del recinto amurallado y cuenta con un amplio mercado de artesanía con más de 100 puestos, además de numerosas actividades de teatro, música, danza y pasacalles.

### Corpus Christi
Una de las tradiciones más antiguas y vistosas de Buitrago es la del Corpus Christi. En este día se celebra una de las misas mayores más importantes del año litúrgico, con escenas relativas a La Última Cena, representadas por la Asociación Cultural Belén Viviente. En primer lugar, es el día en el que todos los niños del pueblo hacen la primera comunión, y a continuación se realiza la procesión en la que se pasea la magnífica cruz procesional perteneciente a la cofradía de la Vera Cruz. Esta pieza se exhibe en el Ayuntamiento, y es obra del orfebre Iván Franci. Está fechada en el año 1547 y se compone de dos piezas: la cruz y el pie donde queda encajada. En la cruz aparece, además de la fecha de factura y el sello del autor, la siguiente inscripción: "Renobose está siendo mayordomo Francisco de la Reguera. Año 1692".
Posiblemente estuvo vinculada a la iglesia de San Juan, ya que este santo se encuentra representado en el reverso de la cruz. Se trata de una obra típica del Renacimiento, trabajada en plata y sobredorada. La ornamentación profana convive con la religiosa. Así aparecen las imágenes de Cristo, San Juan y otros santos junto a animales fabulosos como quimeras y otros seres propios del gusto de la época. El artista incorporó también elementos de la arquitectura renacentista en el pie de la cruz. Está formado por la superposición de dos cuerpos hexagonales con hornacinas ocupadas por doce santos.
En el recorrido de la procesión los vecinos de Buitrago y el Belén Viviente disponen un buen número de altares que contribuyen a embellecerla.

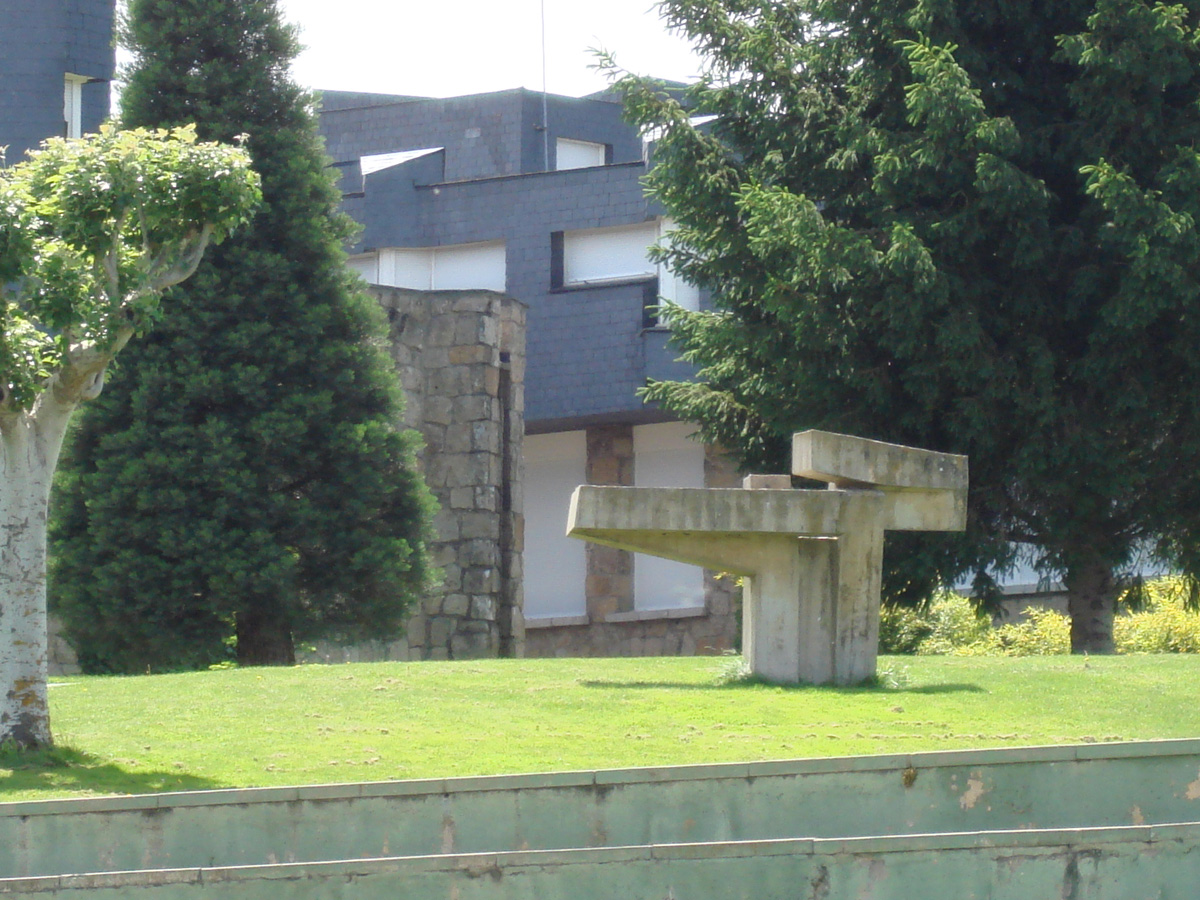
"Las Tizas", escultura del artista Jorge Oteiza.

### Fiestas
- Fiestas en honor a Nuestra Señora de la Asunción y a San Roque: 15 y 16 de agosto.
- Fiestas en honor al Santísimo Cristo de los Esclavos y a la Virgen de la Soledad: 14 y 15 de septiembre.

## Educación

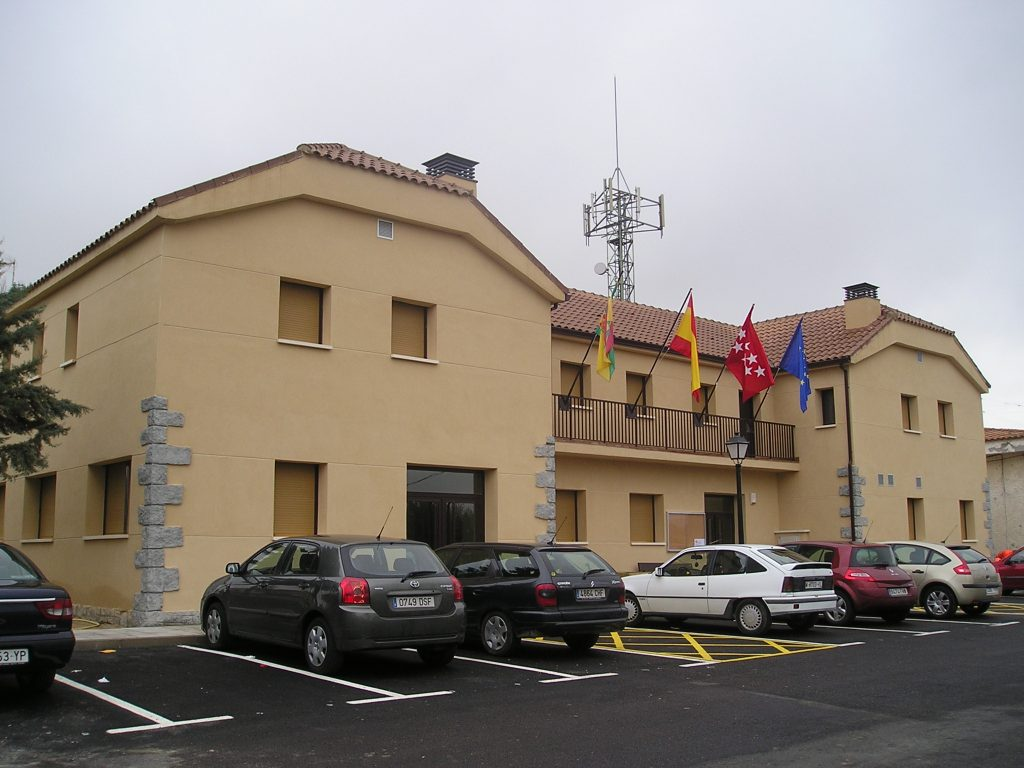
Sede comarcal del centro de educación de adultos

En Buitrago del Lozoya hay una casa de niños, el centro Peñalta de educación infantil, primaria y secundaria y un centro de educación de adultos. También existe un Centro de Estudios concertado llamado Gredos San Diego International School, que ofrece educación secundaria, bachillerato, ciclos formativos de grado medio y ciclos formativos de grado superior. En el interior de sus instalaciones pueden encontrarse dos esculturas del artista Jorge Oteiza, así como los fustes de tres cruces de piedra, que formaban parte de un antiguo calvario.

## Transporte público
Buitrago cuenta con 13 líneas de autobús de autobús interurbano, dos de ellas teniendo la cabecera en el intercambiador de Plaza de Castilla en Madrid, gestionadas por el CRTM.
Además, cuenta con 2 líneas de largo recorrido con cabecera en Madrid y destinos como Aranda de Duero, El Burgo de Osma, Burgos, Miranda de Ebro, Vitoria, San Sebastián o Irún. Están gestionadas por el Ministerio de Transportes
Las líneas son las siguientes:
| Línea   | Recorrido                                                       | Operador |
| ------- | --------------------------------------------------------------- | -------- |
| 191     | Madrid (Plaza de Castilla) - Buitrago del Lozoya                | ALSA     |
| 191A    | Buitrago del Lozoya - Braojos                                   | ALSA     |
| 191B    | Buitrago del Lozoya - Somosierra                                | ALSA     |
| 191C    | Buitrago del Lozoya - Montejo de la Sierra                      | ALSA     |
| 191D    | Buitrago del Lozoya - Robledillo de la Jara                     | ALSA     |
| 191E    | Buitrago del Lozoya - Cervera de Buitrago                       | ALSA     |
| 194A    | Buitrago del Lozoya - Lozoyuela - Rascafría                     | ALSA     |
| 195A    | Circular Buitrago - Gargantilla (por Lozoyuela)                 | ALSA     |
| 195B    | Circular Buitrago - Gargantilla (por Villavieja)                | ALSA     |
| 196     | Madrid (Plaza de Castilla) - La Acebeda                         | ALSA     |
| 199A    | Buitrago - Montejo - Mangirón - Buitrago                        | ALSA     |
| 911     | Buitrago de Lozoya - Montejo de la Sierra - La Hiruela          | ALSA     |
| 912     | Buitrago de Lozoya - Montejo de la Sierra - Puebla de la Sierra | ALSA     |
| VAC-157 | Madrid - Burgos - Vitoria - San Sebastián - Irún                | ALSA     |
| VAC-242 | Madrid - Aranda de Duero / El Burgo de Osma                     | ALSA     |

## Ciudades hermanadas
Como consecuencia de los vínculos que se crearon durante el marquesado de Íñigo López de Mendoza, Buitrago del Lozoya está actualmente hermanada con las siguientes localidades españolas:
- Santillana del Mar (Cantabria)
- Torrelavega (Cantabria)
- Guadalajara (provincia de Guadalajara)
- Manzanares el Real (Comunidad de Madrid)
- Carrión de los Condes (provincia de Palencia)